# Aljucén
Aljucén – gmina w Hiszpanii, w prowincji Badajoz, w Estramadurze, o powierzchni 19,07 km². W 2011 roku gmina liczyła 248 mieszkańców.